# Grammomys macmillani
Grammomys macmillani је врста глодара из породице мишева (Muridae).

## Распрострањење
Ареал врсте покрива средњи број држава. Врста има станиште у Судану, Етиопији, Кенији, Танзанији, Централноафричкој Републици, ДР Конгу, Сијера Леонеу и Уганди.

## Станиште
Станишта врсте су шуме, мочварна подручја, травна вегетација и речни екосистеми.

## Угроженост
Ова врста није угрожена, и наведена је као последња брига јер има широко распрострањење.